# Phyllodactylus tinklei
Phyllodactylus tinklei är en ödleart som beskrevs av  Dixon 1966. Phyllodactylus tinklei ingår i släktet Phyllodactylus och familjen geckoödlor. Inga underarter finns listade i Catalogue of Life.